# Hélène Rivière
Hélène Rivière, née le 28 janvier 1896 à Toulouse où elle est décédée le 17 septembre 1977, est une peintre française influencée par Henri Martin.

## Biographie
Hélène Rivière est la fille du sculpteur Jean Rivière, professeur de sculpture ornementale à l’École des beaux-arts de Toulouse, il forme les frères Alet et Henry Parayre. Sa mère, Pauline Rivière, est brodeuse et reçoit un prix pour son art. À partir de 1920, Hélène Rivière choisit d'exposer ses œuvres par le biais de la Société des artistes méridionaux. Lorsqu'il est décidé de diviser les exposants en plusieurs groupes, elle en devient membre sociétaire avec sa mère.
De 1926 à 1940, elle expose au Salon des artistes français. En 1935, elle obtient la médaille d'or de ce salon pour son œuvre La Glousse.
En 1937, elle reçoit le Prix Rosa-Bonheur pour La gaveuse d'oies,. Sous l'influence d'Henri Martin (qui est d'ailleurs son parrain), sa peinture s'oriente dans un premier temps vers le paysage puis elle ira vers la représentation des fleurs et de la basse-cour. Henri Martin la suit de très près et est très présent au décès de son père. En 1939, Hélène Rivière évoque dans un article l'amitié entre son père et Henri Martin.
Elle expose chaque année à la galerie Chappe-Lautier mais cela ne lui permet pas de vivre, elle donne donc des cours de dessin au sein de l'école normale de jeunes filles de Toulouse. Elle devient également professeure aux Beaux-Arts de Toulouse.

## Collections publiques

### Musée des Augustins, Toulouse
- 1925 : Canards couchés[7].
- 1929 : Violiers et boules de neige[8].
- 1932 : Les perruches[9].
- 1964 : Les Poules[10].
- Canards au bord de l'eau[11].

### Musée du pays de Cocagne, Lavaur
- 1925 : Les Remailleuses de filets à Banyuls[12].
- Marché à Saint-Paul-Cap-de-Joux[13].
- Ferme aux oies[14].
- Vue panoramique au grand ciel[15].
- Enfants sur un muret[16].
- Laboureur à Saint-Paul[17].

### Musée des Beaux-Arts de Gaillac
- 1924 : Rue de village animée[18].
- L’Agout à Damiate[19].